# 100 gecs
100 gecs（ワンハンドレッドゲックス）はディラン・ブレイディとローラ・レスからなる、アメリカ合衆国のハイパーポップデュオである。

## 私生活
- 現在、二人はロサンゼルスを拠点に活動している。
- ローラはトランスジェンダー女性である。

## ディスコグラフィ
- 1000 gecs（2019）
- 10,000 gecs（2023）